# Mosteiro de Santa Cruz

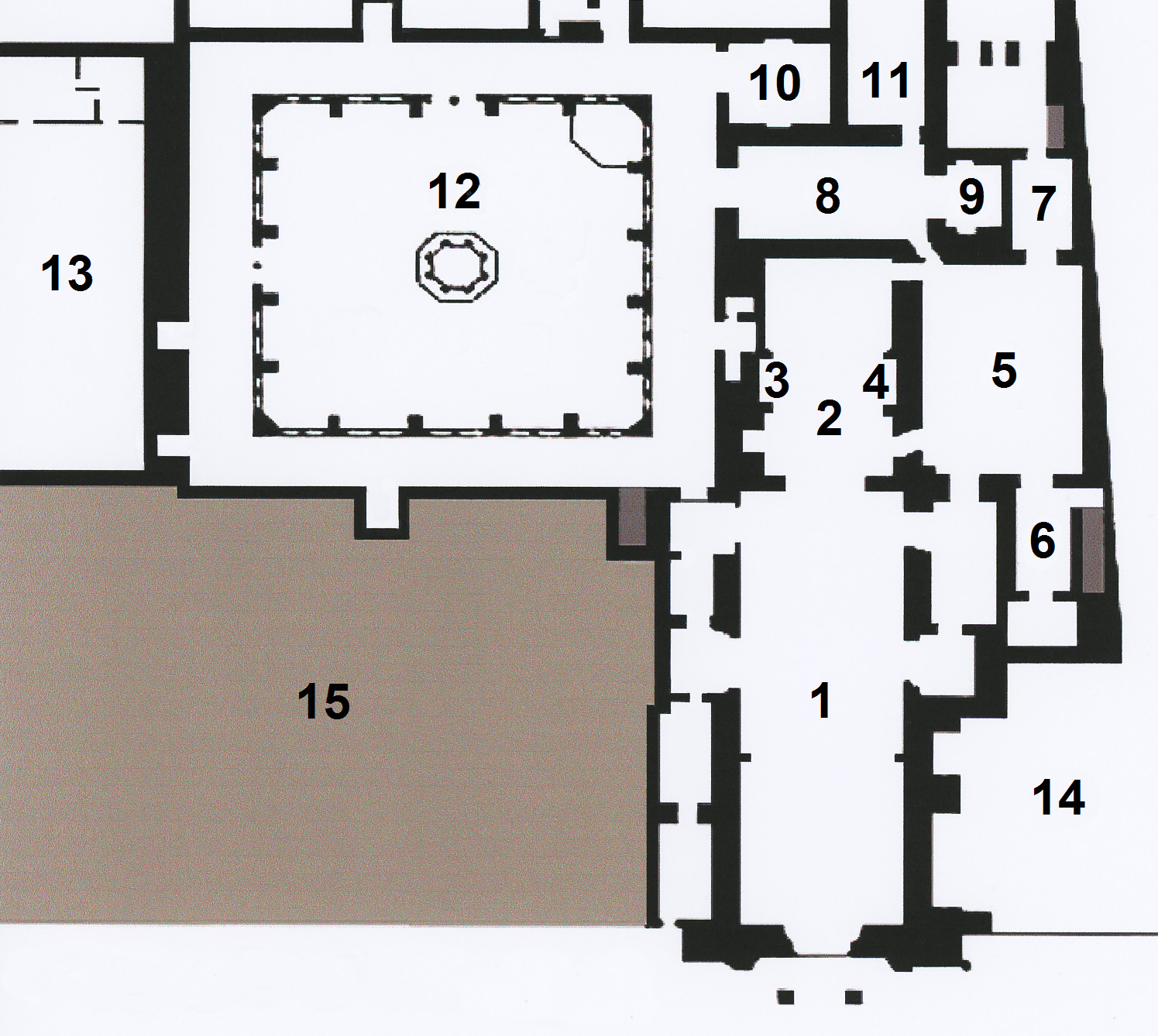
Planta do mosteiro
1 Nave da igreja; 2 Capela-mor; 3 Túmulo de D. Afonso Henriques; 4 Túmulo de 5 Sacristia; 6 Capela do tesouro; 7 Lavabo; 8 Sala do Capítulo; 9 Capela de S. Teotónio; 10 Capela de Jesus; 11 Capela de S. Miguel; 12 Claustro; 13 Antigo refeitório; 14 Café Santa Cruz; 15 Câmara Municipal de Coimbra

O Mosteiro de Santa Cruz localiza-se em Coimbra, Portugal. Foi fundado em 1131 pela Ordem dos Cónegos Regrantes de Santo Agostinho, com o apoio de D. Afonso Henriques e de D. Sancho I, que nele se encontram sepultados. Está classificado como Monumento Nacional desde 1910.
A qualidade das intervenções artísticas no mosteiro, particularmente na época manuelina, fazem deste um dos principais monumentos históricos e artísticos do país.[carece de fontes?]

## História
O mosteiro de Santa Cruz de Coimbra foi fundado em 1131 pelo Arcediago D. Telo, D. João Peculiar e S. Teotónio (primeiro prior do mosteiro e primeiro santo de Portugal) e outros religiosos, que adotaram a regra dos Cónegos Regrantes de Santo Agostinho. A instituição recebeu muitos privilégios papais e doações dos primeiros reis de Portugal, tornando-se a mais importante casa monástica do reino.
O primitivo edifício do mosteiro e igreja de Santa Cruz foi erguido entre 1132 e 1223, com projeto de Mestre Roberto, conceituado artista do românico.
A sua escola foi uma das melhores instituições de ensino do Portugal medieval, notabilizando-se por sua vasta biblioteca (hoje na Biblioteca Pública Municipal do Porto) e seu ativo "scriptorium". À época de D. Afonso Henriques, esse "scriptorium" foi utilizado como instrumento de consolidação do poder real.
Ainda na Idade Média, o mais famoso estudante de Santa Cruz foi Fernando Martins de Bulhões, o futuro Santo António de Lisboa. Em 1220, o religioso aí assistiu à chegada dos restos mortais de cinco frades franciscanos martirizados no Marrocos (os Mártires de Marrocos), tendo então decidido fazer-se missionário e partir de Portugal.
A partir de 1507, o rei Manuel I ordenou uma extensa reforma, reconstruindo e redecorando o mosteiro e a sua igreja. Nessa época foram transladados os restos mortais de D. Afonso Henriques e de D. Sancho I dos seus primitivos sarcófagos para novos túmulos decorados em estilo manuelino.
Entre 1530 e 1577 funcionou uma oficina de tipografia no claustro. É possível que o poeta Luís de Camões tenha estudado em Santa Cruz, uma vez que um parente seu, D. Bento de Camões, foi prior do mosteiro à época, e que há evidências, em sua poesia, de uma estadia em Coimbra, santa.
O arco triunfal data do século XIX.

## Características
Embora quase nada mais reste da fase românica do conjunto, a fachada da igreja era semelhante à da Sé Velha de Coimbra, com uma torre central avançada, dotada de um portal encimado por um janelão. Esses aspectos são perceptíveis ainda hoje, por trás da decoração posterior.
Com a campanha de D. Manuel I, entre 1507 e 1513 a fachada ganhou duas torres laterais com pináculos e uma platibanda decorativa. Mais tarde, entre 1522 e 1526, foi erguido o portal cenográfico manuelino, hoje infelizmente muito erodido, obra de Diogo de Castilho e do francês Nicolau de Chanterenne.
No interior do templo, a nave única e a capela-mor foram recobertas por uma abóbada manuelina de grande qualidade, em obras dirigidas por Diogo Boitaca e o coimbrão Marcos Pires. Cerca de 1530 foi adicionado sobre a entrada um coro-alto por Diogo de Castilho, sendo a parte escultórica de João de Ruão; nesse espaço foi instalado um magnífico cadeiral de madeira esculpida e dourada (ver: Cadeiral do Mosteiro de Santa Cruz). Este cadeiral é um dos raros da época manuelina ainda existentes no país e deve-se, em primeiro lugar, ao entalhador flamengo Machim, que o instalou na capela-mor (1513); a obra seria prosseguida por João Alemão (1518) e, mais tarde (1531), pelo escultor francês Francisco Lorete, que o ampliou e deslocou para o coro-alto. A nave contém ainda um belo púlpito renascentista, obra de Nicolau de Chanterenne, datado de 1521.
No século XVIII instalou-se um novo órgão, em estilo barroco, obra do espanhol Manuel Gomes Herrera (ou Gómez Herrera, autor do instrumento musical) e Francisco Lorete (caixa em madeira entalhada), e as paredes da nave receberam um grupo de azulejos brancos-azuis lisboetas que narram passagens bíblicas.
Na capela-mor encontram-se os túmulos dos dois primeiros reis de Portugal. Os túmulos originais encontravam-se no nártex da igreja, junto à torre central da fachada românica, mas D. Manuel I não achou condignas as antigas arcas tumulares e ordenou a realização de novas. Estas ficaram concluídas por volta de 1520. Nicolau Chanterene realizou as esculturas jacentes representando os reis, enquanto outras esculturas e elementos decorativos são habitualmente atribuídos a um hipotético Mestre dos Túmulos Reais e outros possíveis ajudantes (Diogo Francisco, Pêro Anes, Diogo Fernandes, João Fernandes e outros). Ambos os túmulos estão decorados com muitas estátuas e elementos gótico-renascentistas, além dos símbolos de D. Manuel I, a esfera armilar e a cruz da Ordem de Cristo.
A sacristia da igreja é um exemplar típico do estilo maneirista, construída entre 1622 a 1624 por Pedro Nunes Tinoco. A sacristia está decorada com azulejos seiscentistas e possui quadros notáveis de dois dos melhores pintores quinhentistas portugueses: Grão Vasco e Cristóvão de Figueiredo.
A sala do capítulo, manuelina, construída por Diogo Boitaca entre 1507 e 1513, possui uma capela maneirista de São Teotónio, datada de cerca de 1588 e de autoria de Tomé Velho. Nessa capela se encontram os restos do fundador do mosteiro, canonizado já no século XII. Junto ao capítulo está o chamado "Claustro do Silêncio", obra de Marcos Pires construída entre 1517 e 1522, tendo abundante decoração manuelina. A fonte no centro é do século XVII.
Presentemente sem entrada pelo claustro o refeitório, com entrada pela actual Rua Olímpio Nicolau Rui Fernandes foi construído sob as ordens de Frei Brás de Braga por Diogo de Castilho. Nele se encontrava a Última Ceia do escultor Hodart, presentemente no Museu Nacional de Machado de Castro.
Nas traseiras do mosteiro encontra-se o chamado Claustro da Manga, que fez parte do complexo mas hoje encontra-se isolado. Desse claustro só se preservou a fonte renascentista no centro, que consiste de um pequeno templo central com um lanternim, assente sobre oito colunas conectado a quatro pequenas capelas de tipo guarita com espelhos d'água ao redor. O acesso ao templo central se faz por quatro pequenas escadarias. Todo o conjunto, construído na década de 1530 pelo francês João de Ruão, é de grande valor simbólico e artístico, sendo considerada a primeira arquitectónica inteiramente renascentista feita em Portugal.

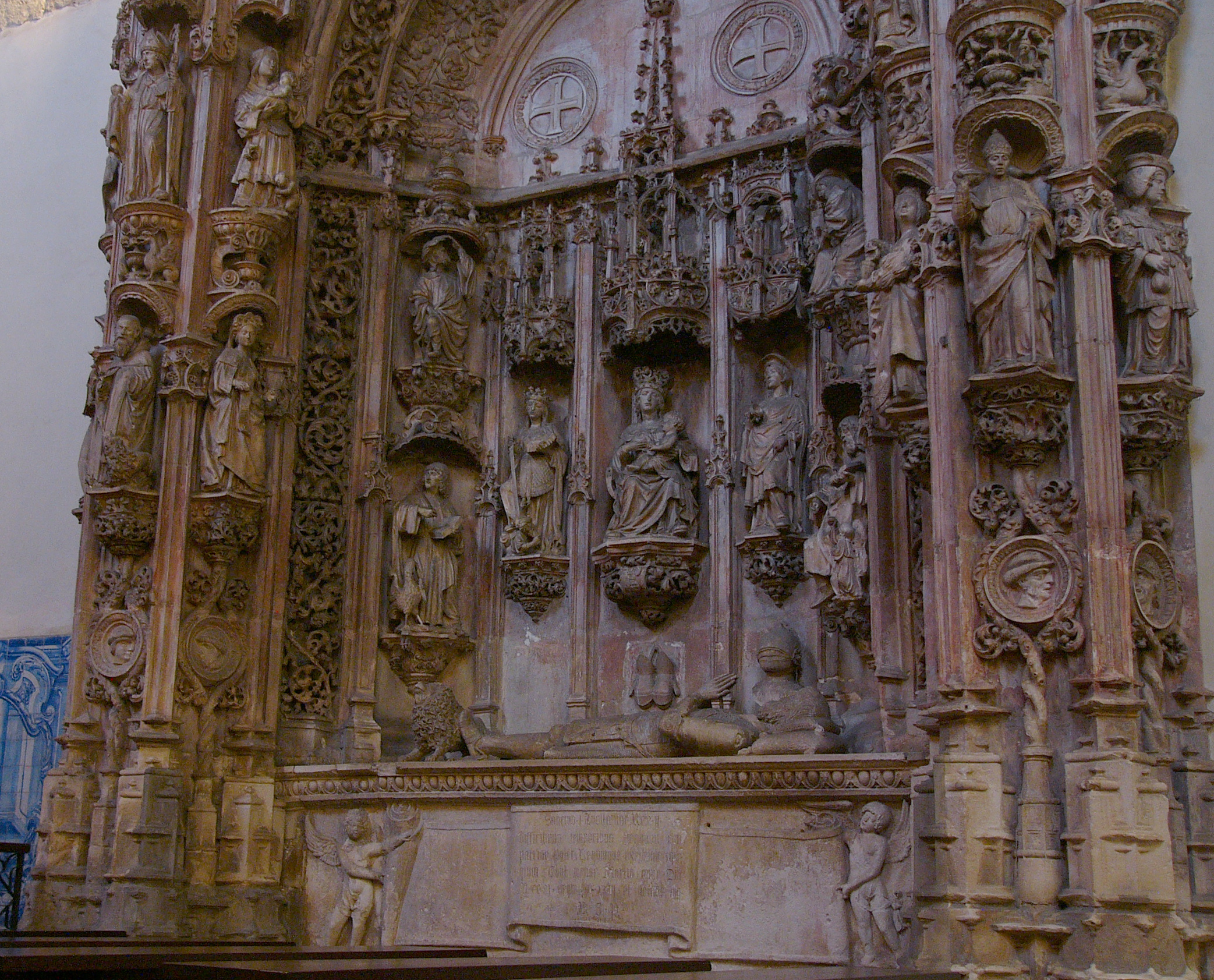
Túmulo de Sancho I na capela-mor
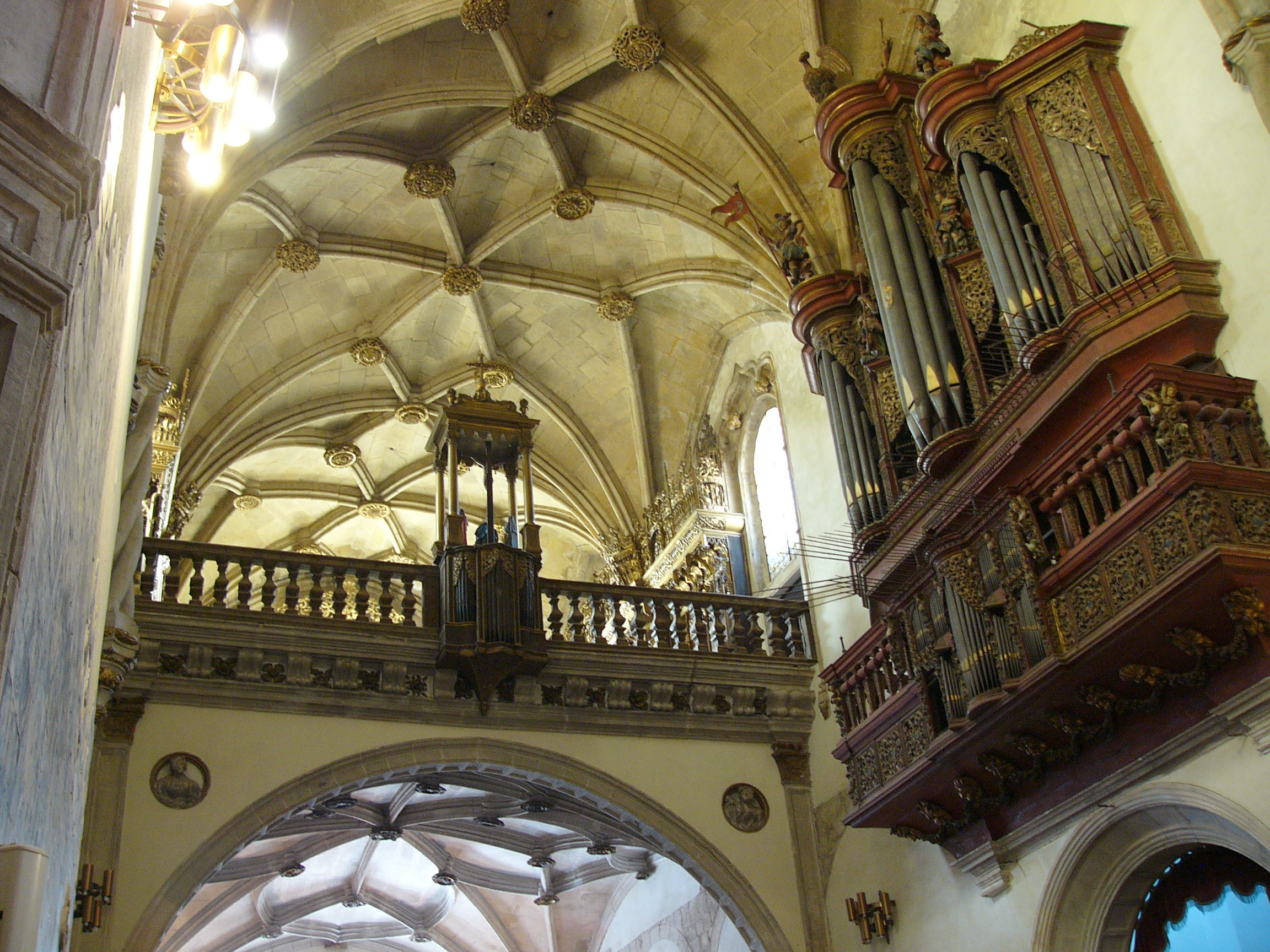
Abóbada nervurada manuelina e órgão barroco
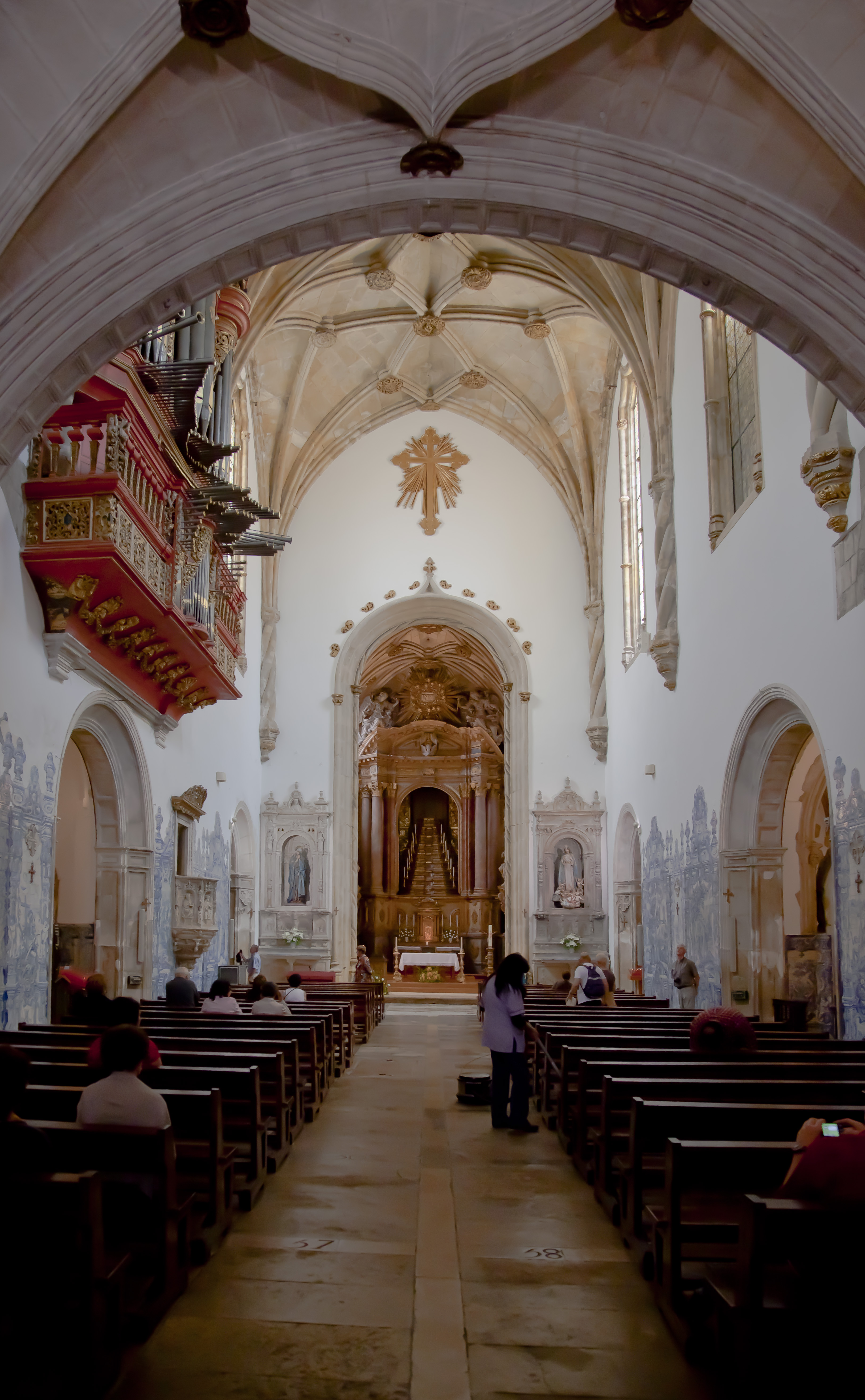
Interior
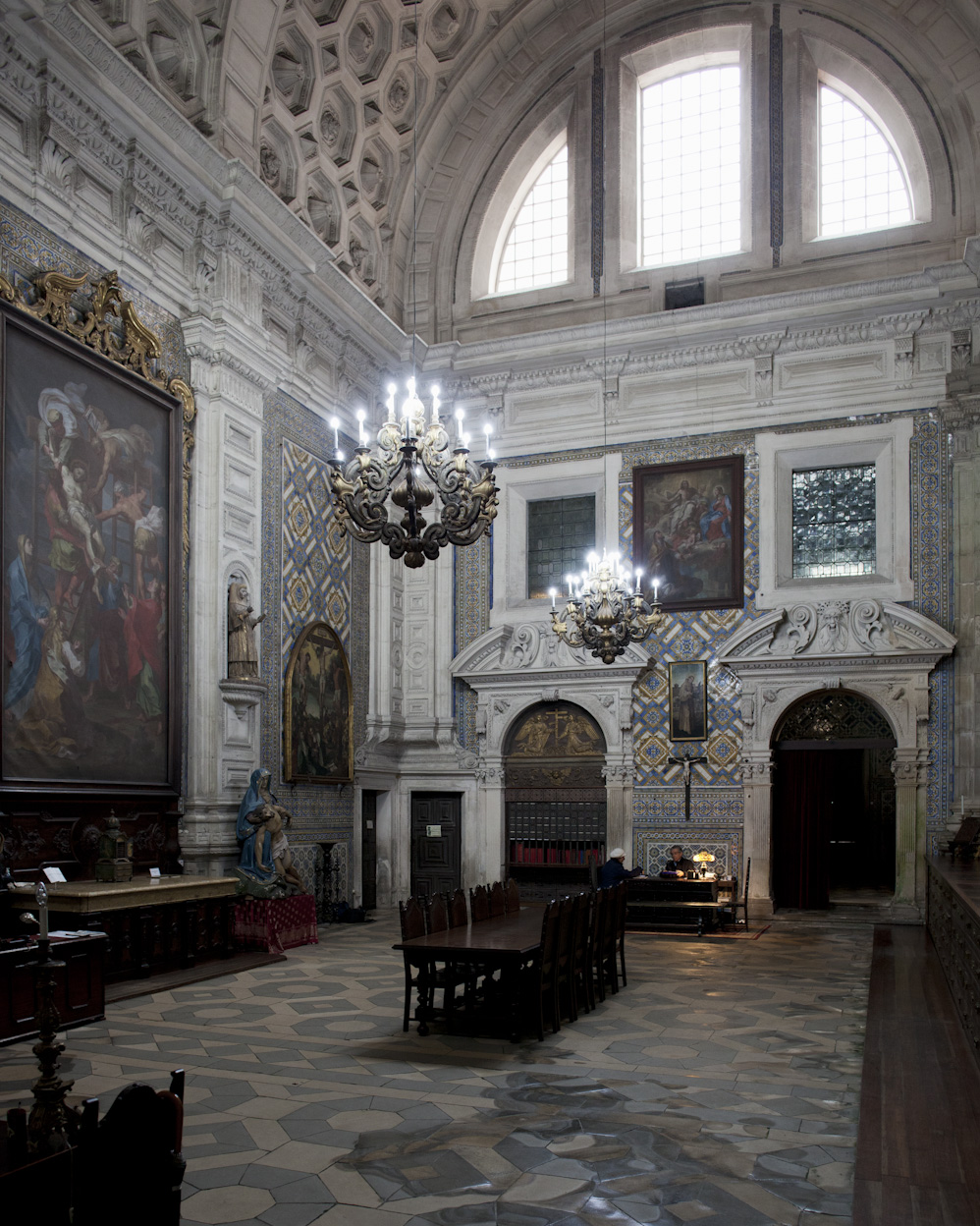
Sacristia
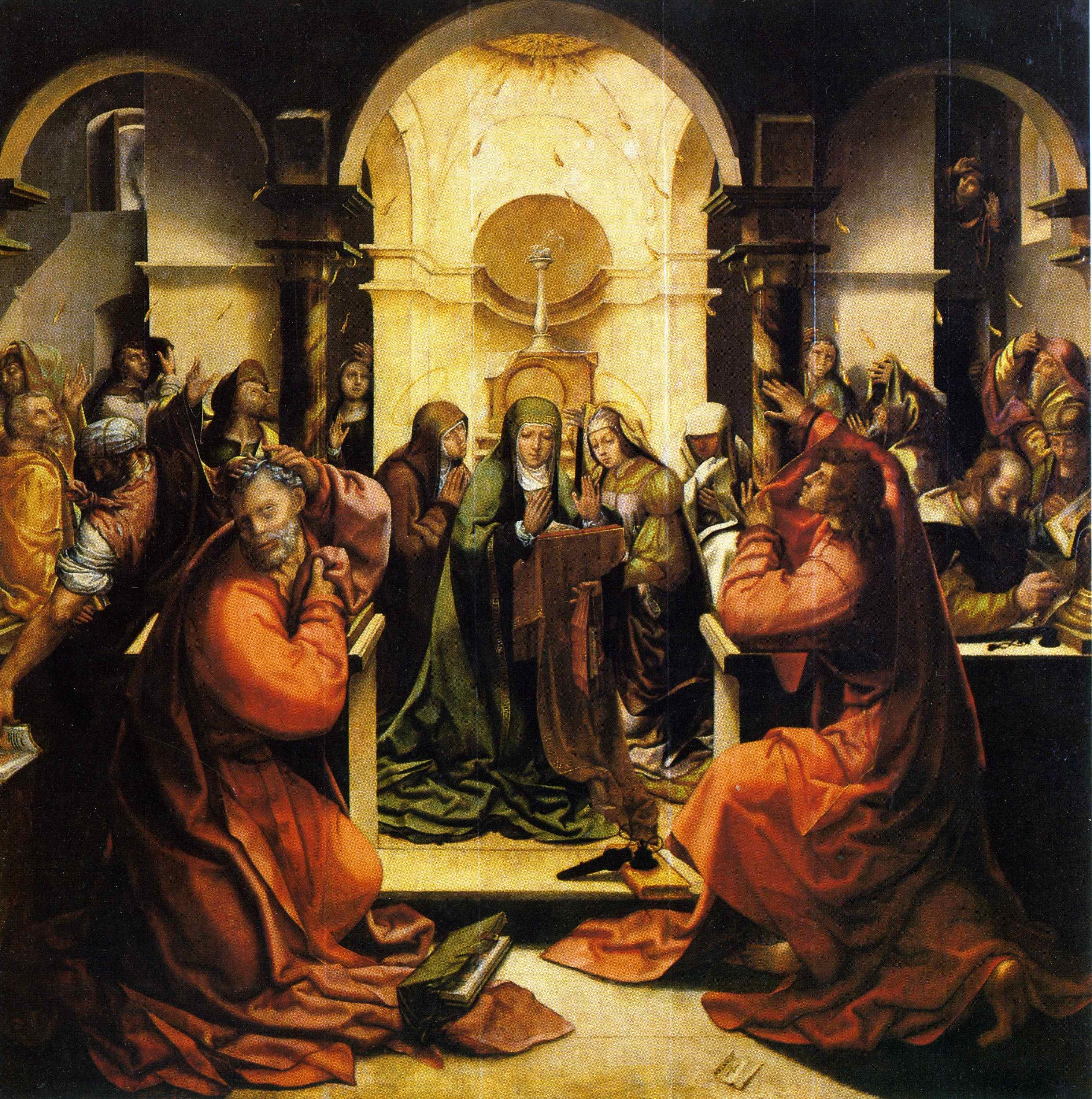
Pentecostes, de Grão Vasco (c. 1530), na sacristia
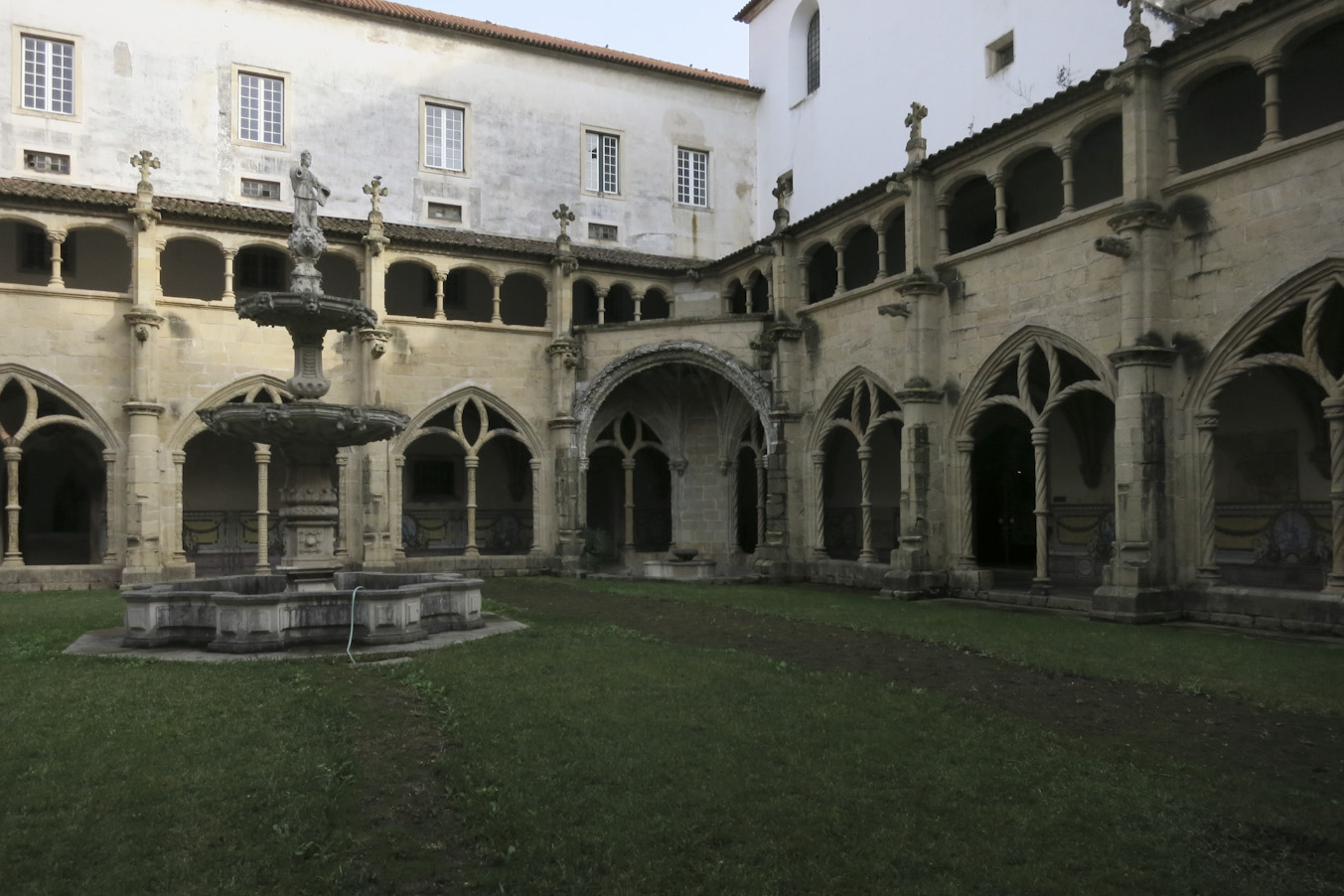
Claustro
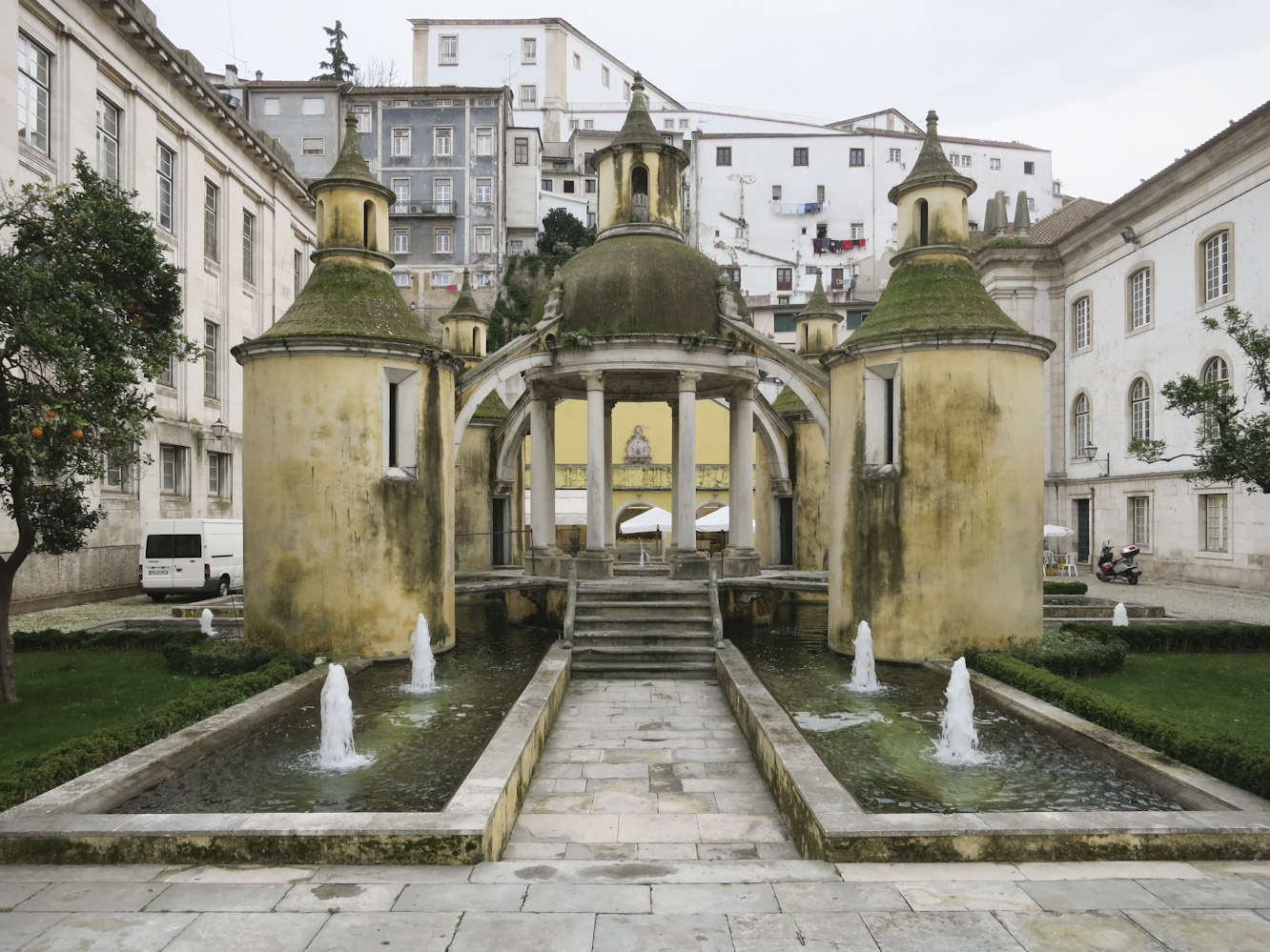
Claustro da Manga
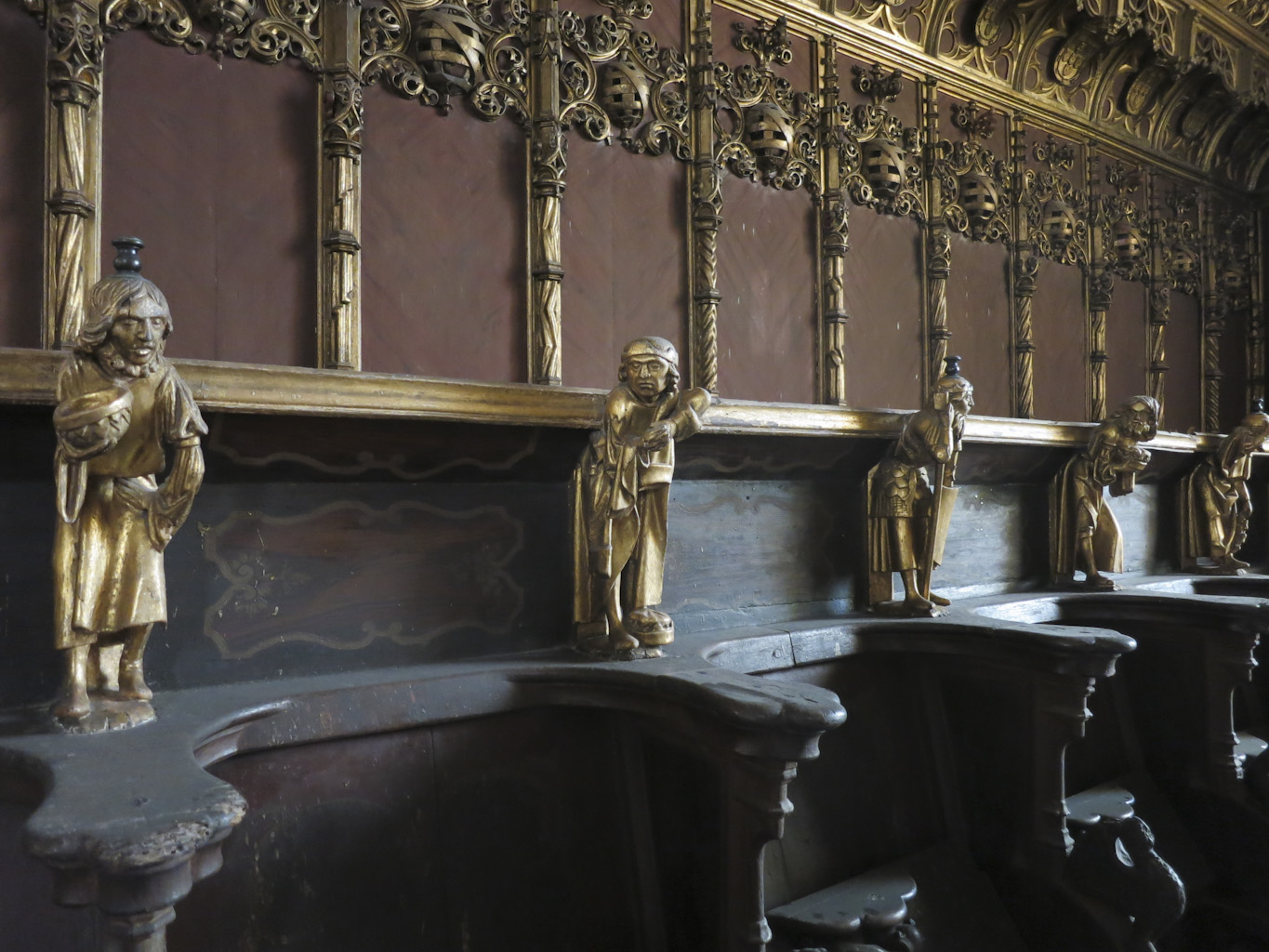
Machim, Cadeiral

## Panteão Nacional
O estatuto de Panteão Nacional, sem prejuízo da prática do culto religioso, foi reconhecido ao Mosteiro de Santa Cruz de Coimbra em Agosto de 2003, pela presença tumular dos dois primeiros reis de Portugal, D. Afonso Henriques e D. Sancho I. Esse estatuto é repartido desde 2016 com o Mosteiro dos Jerónimos (Lisboa) e com o Mosteiro de Santa Maria da Vitória (Batalha) mantendo-se a Igreja de Santa Engrácia, em Lisboa, como o Panteão Nacional original desde 1836.